# Stampen (luchtvaart)

Stampen met het hoogteroer

Met stampen wordt in de luchtvaart een beweging om de dwars-as aangeduid. De dwars-as is een denkbeeldige lijn die horizontaal door het zwaartepunt van het vliegtuig loopt van vleugeltip tot vleugeltip. Bij een beweging om de dwars-as verandert de stand van het vliegtuig ten opzichte van de horizon, hierdoor verandert de invalshoek van de vleugel, met als gevolg dat de liftkracht wordt verkleind of vergroot.
Om het voor de vlieger mogelijk te maken een opzettelijke stampbeweging te maken zijn vliegtuigen uitgerust met hoogteroeren. 
De Engelse benaming voor stampen, pitch, wordt in het Nederlands ook courant gebruikt.

## Neveneffect
Bij een vergroting van de invalshoek vergroot men naast de liftkracht ook de luchtweerstand waardoor de snelheid afneemt.
Als men de invalshoek te ver vergroot raakt het vliegtuig overtrokken.
Bij een verkleining van de invalshoek verkleint men niet alleen de liftkracht, bij gelijk vermogen loopt tevens de snelheid op door verlaging van de luchtweerstand.